# Куле Вампе, или Кому принадлежит мир?
«Куле Вампе, или Кому принадлежит мир?» (нем. Kuhle Wampe oder Wem gehört die Welt?) — немецкий художественный фильм, созданный в 1932 году режиссёром Златаном Дудовым по сценарию Бертольта Брехта и Эрнста Отвальта. Брехт непосредственно участвовал в производстве фильма, находясь на съёмочной площадке. Музыку к фильму написал известный композитор Ханс Эйслер.

## О фильме
Фильм посвящён проблемам безработицы и левого движения в Веймарской республике. Куле Вампе — палаточный городок в сельской местности недалеко от Берлина.
Фильм «Куле Вампе», - писал киновед Бернар Эйзеншиц, — изолированный случай радикальной эстетики кино (чувствующейся в игре актеров), он доказывает живой интерес писателя к кинематографу. <…> Эта независимая и хрупкая затея дарит подлинное счастье работы над фильмом. Эпизод начала (человек на велосипеде отправляется на поиски работы) — торжество брехтовской драматургии (без единой фразы диалога) и звукового контрапункта.
В своей книге «На границе искусств. Брехт и кино» Майя Туровская посвящает этому фильму отдельную главу и подробно разбирает драматургию Брехта, документальность сюжета, и характеризует его как «один из кирпичиков, складывавшейся в Веймарской республике пролетарской культуры».
В 2011 году в Свободном марксистском издательстве вышла книга «„Куле Вампе, или Кому принадлежит мир?“ Брехт, Эйслер, Дудов», целиком посвященная фильму.
«Куле Вампе» на русский язык можно перевести как «прохладное брюхо» (южный берег Мюггельзее, имеющий «пузатое» очертание). «Куле Вампе» также может означать «пустой желудок». Так назывался палаточный лагерь, в котором на момент съемок жили около 300 человек. В основном это были те, кто уже не мог самостоятельно оплачивать аренду жилья.
Музыку к кинофильму написал Ханс Эйслер, однако для знаменитой «Песни солидарности», впервые прозвучашей в «Куле Вампе», Брехт сочинил не только текст, но и мелодию, Эйслер её лишь обработал.
Смонтированный фильм столкнулся с серьёзными цензурными проблемами; в конце концов, в апреле 1932 года, он был выпущен в прокат, но в урезанном виде. В мае 1932 года Дудов и Брехт демонстрировали фильм в Москве.

## Сюжет
Действие фильма происходит в годы мирового экономического кризиса, разразившегося в конце 20-х годов. В большой семье все оказались без работы; сын, отчаявшись найти себе место, кончает жизнь самоубийством. Семью выселяют из квартиры, которую ей нечем оплачивать, и дочь, Анни, обращается за помощью к своему другу — Фрицу. Благополучный, хорошо зарабатывающий Фриц приглашает девушку со всей семьей к себе на дачу — в посёлок Куле Вампе. Здесь, на лоне природы молодые люди сближаются. Узнав о беременности подруги, Фриц убеждает Анни сделать аборт; однако аборты в Германии запрещены, делать их можно только подпольно, и девушка отказывается.
За отсутствием иного выхода, Фриц соглашается жениться, однако во время помолвки не скрывает того, что женится недобровольно, даже отказывается сесть за стол с жадно едящими и пьющими родственниками невесты. В конце концов Анни сама разрывает помолвку и вместе со своими родственниками покидает Куле Вампе.
С течением времени всё меняется: девушка находит работу, а Фрица увольняют; он возвращается к Анни, которая по-прежнему его любит. Вместе они попадают на выступление агитбригады, призывающей рабочих к классовой солидарности.

## В ролях
- Герта Тиле — Анни
- Эрнст Буш — Фриц
- Марта Вольтер — Герда, подруга Анни
- Адольф Фишер — Курт, брат Анни
- Лилли Шёнборн — мать Анни
- Макс Заблоцки — отец Анни
- Альфред Шефер — спортсмен
- Эрвин Гешоннек — спортсмен

Баллады исполняют Елена Вайгель и Эрнст Буш.